# Molophilus pollex
Molophilus pollex là một loài ruồi trong họ Limoniidae. Chúng phân bố ở miền Tân bắc.